# Fabula praetexta
Fabula praetexta ist eine römische Literaturgattung.
Die fabulae praetextae sind die nach der Amtstracht der höheren römischen Beamten, der toga praetexta, benannten Tragödien der lateinischen Literatur. Die Bezeichnung soll dem hohen Status der Tragödie mit ihrer hohen Sprache entsprechen. Den Kontrast dazu bildet die fabula togata. Sie spielt im römischen Milieu.
Als erstes Beispiel einer Fabula praetexta gilt die Praetexta Clastidium des Naevius, die den Sieg des Marcellus über einen Gallierhäuptling beschreibt. Ein weiteres Stück soll von Romulus gehandelt haben.
Die einzig vollständig erhaltene Praetexta ist Octavia. Sie wird zwar Seneca dem Jüngeren zugeschrieben, jedoch wird dessen Verfasserschaft von der Forschung im Allgemeinen ausgeschlossen. Wahrscheinlicher erscheint eine Datierung in flavische oder noch spätere Zeit, wobei diese Annahmen auf Spekulationen beruhen.